# Intelligent Application Gateway
Intelligent Application Gateway (IAG) con optimizadores de aplicaciones proporciona secure socket layer (SSL), red privada virtual (VPN), cortafuegos de aplicación web, y la gestión de la seguridad de punto final que permita el control de acceso, autorización, inspección y el contenido de una amplia variedad de la línea de aplicaciones de negocio.
En conjunto, estas tecnologías aportan los trabajadores móviles y remotos, con fácil acceso seguro y flexible de una amplia gama de dispositivos y lugares incluidos los quioscos, los PC, y dispositivos móviles. También permite a los administradores de IT a hacer efectivo el cumplimiento de la aplicación y directrices de uso de información personalizada a través de una política de acceso remoto basadas en el dispositivo, el usuario, la aplicación, las empresas u otros criterios.

## Beneficios
- Una combinación única de SSL VPN basados en el acceso, la protección integrada de la aplicación, gestión de la seguridad y de punto final.
- La aplicación Web-firewall que ayuda a mantener el tráfico malicioso, y la información sensible plug.
- La reducción de la complejidad de la gestión de acceso seguro y protección de los activos de la empresa con una solución amplia, fácil de usar plataforma.
- La interoperabilidad con Microsoft solicitud de la infraestructura básica, de terceros sistemas empresariales, y la costumbre en la casa-herramientas. Principio de la página Principio de la página

## Componentes
IAG 2007 también incluye múltiples optimizadores de aplicaciones integradas de software con módulos pre-configurados, diseñados para la configuración de un acceso remoto seguro a las aplicaciones empresariales ampliamente utilizadas. Optimizadores que permiten que la seguridad de punto final, la publicación de la aplicación, y el servidor de filtrado de solicitud para los valores por defecto para cada aplicación base para ayudar a asegurar un equilibrio flexible entre el logro de los objetivos del negocio y el cumplimiento de las redes y de seguridad de los datos. Se incluye el acceso personalizado granular de políticas y capacidades de seguridad para Microsoft Exchange Server y Microsoft SharePoint Portal Server, así como para muchos de terceras aplicaciones empresariales como SAP, IBM Domino y Lotus Notes.